# درسجین
دَرسِجین، روستایی بختیاری نشین از توابع بخش مرکزی شهرستان ابهر در استان زنجان است. این روستای تاریخی دارای جاذبه‌های گردشگری فراوانی در ۱۵ کیلومتری شهر ابهر است. ارتفاع از سطح دریا در این روستا ۱۶۷۸ متر، و دارای آب و هوای سرد و معتدل است. مردم این روستا به زبان لری بختیاری سخن می‌گویند.
این روستا مرکز دهستان درسجین می‌باشد.

## جمعیت
این روستا در دهستان درسجین قرار داد. جمعیت روستای درسجین بر اساس سرشماری مرکز آمار ایران در سال۹۰، تعداد ۱۵۰ خانوار با جمعیتی معادل ۴۷۳ تن گزارش شده و ساکنان روستا از پنج طایفه اصلی و بزرگ دودانگه، قدیمی، عزیزخانی، طاهری و رجبی تشکیل یافته است

## مردم
مردم این روستا به زبان لری بختیاری سخن می‌گویند و پیروی مذهب شیعه دوازده‌امامی هستند. مردم روستا درسجین از اصالت بختیاری برخوردارند و از طوایف چهار لنگ زراسوند (احمدخسروی) و چهارلنگ دودانگه می‌باشند، اما زبان فارسی نیز بین ساکنین رایج است. در کتاب تاریخ زنجان چنین آمده است:
زبان مادری چند قریه از بخش ابهر و طارم و حومه قبیل خوئین و درسجین ابهررود و سیاه‌رود فُرْسْ قدیم (پارسی کهن) است.

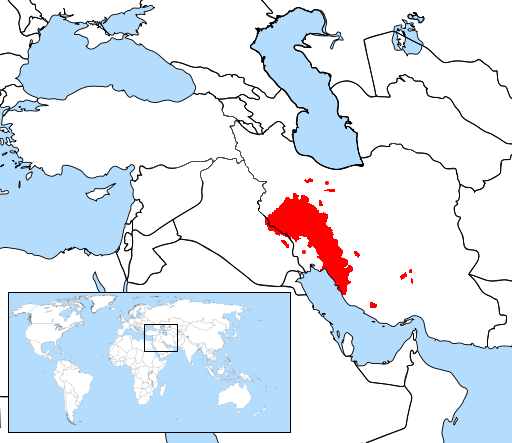
توزیع جغرافیایی مناطقی که در آن‌ها به زبان لری سخن گفته می‌شود

شباهت‌های گویش لری درسجینی (دودانگه) بختیاری خوزستان وشیراز
| فارسی                 | گویش درسجینی (دودانگه) | بختیاری چهار محال مناطق محلی شیراز خوزستان اصفهان ییلاق و قشلاق ایذه باغملک |
| --------------------- | ---------------------- | --------------------------------------------------------------------------- |
| آب                    | اُوْ                     | آو، اُوْ                                                                      |
| دماغ                  | پِت                     | پِت                                                                          |
| شام                   | شام                    | شووم                                                                        |
| صبحانه                | ناشتا                  | ئه‌ناشتا                                                                     |
| هندوانه               | شامی                   | شوومی                                                                       |
| انگشت                 | کیلیک                  | کِلِک                                                                         |
| سفید                  | ایسپی                  | ایسپی                                                                       |
| خواهر                 | خوار                   | خوار                                                                        |
| برادر                 | بِرار                   | بِرار                                                                        |
| آفتاب                 | اَفتو (عّفتو)            | عه‌فتآو                                                                      |
| اینک (حالا)، این زمان | ایسه                   | ایسه                                                                        |
| این طرف               | ایلا                   | ایلا                                                                        |
| آن طرف                | آلا                    | اولا                                                                        |
| خوابیدن               | هوفتین                 | هوفتین                                                                      |
| توانستن               | تانستن                 | تونسن                                                                       |
| خرد کردن              | هیرد کردن              | هیرد کردن                                                                   |
| ویران کردن            | ره‌مه‌سه                 | ره‌مه‌سه                                                                      |

## نام گذاری
در زبان محلی به درسجین، دره سین (Daraseyn) می‌گویند. که از دو بخش دره + سین (به معنی دره عقاب‌ها) تشکیل شده است.

## فرهنگ
فرهنگ این روستا نشات گرفته از ایل بختیاری شیرازوخوزستان است که در برخی موراد از جمله آداب و رسوم با روستاهای اطراف متمایز شده و تکلم اهالی به زبان بختیاری ویژگی منحصر به فردی برای این روستا در استان زنجان ایجاد کرده است

این روستا از قدمت تاریخی برخوردار است و احتمال آن وجود دارد که این روستا با توجه به تاریخچه شهرستان ابهر و درگیری‌های مادها و پارسها از همان اقوام اولیه ایرانی باشند که زبان و آداب و رسوم خود را حفظ کرده‌اند.
اولین نوشته وکتاب درسجین بنام پارسیان دژ در سال ۱۳۸۸نوشته شده همچنین کتابهای همایش بختیاری و جشنواره‌ها و بیاد گذشته‌ها نوشته ودر کتابخانه محل تحویل شده. نویسنده کتاب از همین محل محمد کاظم بهادری (دودانگه)

کلیه اطلاعات نوشته شده در وبلاگها انتشارات دانشگاهها و فضاها در مورد درسجین برداشته شده از کتابهای نوشته شده می باشد که در کتابخانه روستای درسجین موجود می باشد .

## معماری و بافت روستایی
بافت قدیمی و داشتن شبکه پر پیچ و خم معابر، درسجین را در لیست روستاهای گردشگری استان زنجان قرار داده و شهریورماه ۱۳۹۵ پروژه ملی به‌سازی بافت با ارزش روستای درسجین به‌طور رسمی افتتاح شد.
هسته اولیه روستا در محدوده میانی آن شکل گرفته و وجود آب فراوان و خاک حاصلخیز سبب شکل‌گیری این روستا شده و با توجه به اینکه منطقه ابهر و نواحی اطراف ابهررود که به زبان محلی ابهررو نامیده می‌شود، از نخستین زیستگاه‌های انسانی در ایران محسوب می‌شود، روستای درسجین نیز از قدمت طولانی برخوردار است.
به گفته علی‌اصغر شرفی، معاون گردشگری میراث فرهنگی، صنایع دستی و گردشگری استان زنجان، این روستا از بخش‌های مختلفی مانند محله پایین، محله بالا، در قالا (قلعه)، پشت قالا، گول (در زبان محلی به محل جمع شدن آب می‌گویند) عمارت‌های زیبای قدیمی وخشتی وچوبی همچنین عمارت خان‌ها قلعه‌های دیده‌بانی دروازه‌های ورودی و خروجی سواران وافراد همچنین محل دژبان ونگهبانان قلعه کوچه اسیابهای آبی وصنعتی و میدانها تشکیل شده است.
وجود محله‌های مختلف، میدان‌هایی که محله‌های مختلف را از یکدیگر جدا کرده و مکانی برای تجمع و تعامل مردم است و خانه‌هایی که پنجره‌های ایوان آنها رو به میدان باز می‌شود، نشان از قدمت معماری در این روستای تاریخی دارد.
کوه‌های سر به فلک کشیده زیبا چون گینه وقزای تپه‌های ماهور و پوشیده از علفزار در بهار همچنین گشت و گذار مردم جهت چیدن سبزه‌های کوهی برای دمنوش وغذاهای متنوع محلی کله جوش و بورانی پختن آش‌های مختلف محلی از اهمیت خاصی برخوردار است.

## کشاورزی
وجود چشمه و منابع آب دیگر شرایط را برای برای برداشت محصولاتی مانند انگور، بادام و گردو در این روستا فراهم کرده و از محصولات دیگر این دهستان می‌توان به کشت دیم گندم و جو اشاره کرد.

## فاصله
فاصلهٔ روستای درسجین با برخی از مناطق پر رفت‌وآمد: